# Fußballländerspiel Ungarn – England 1954

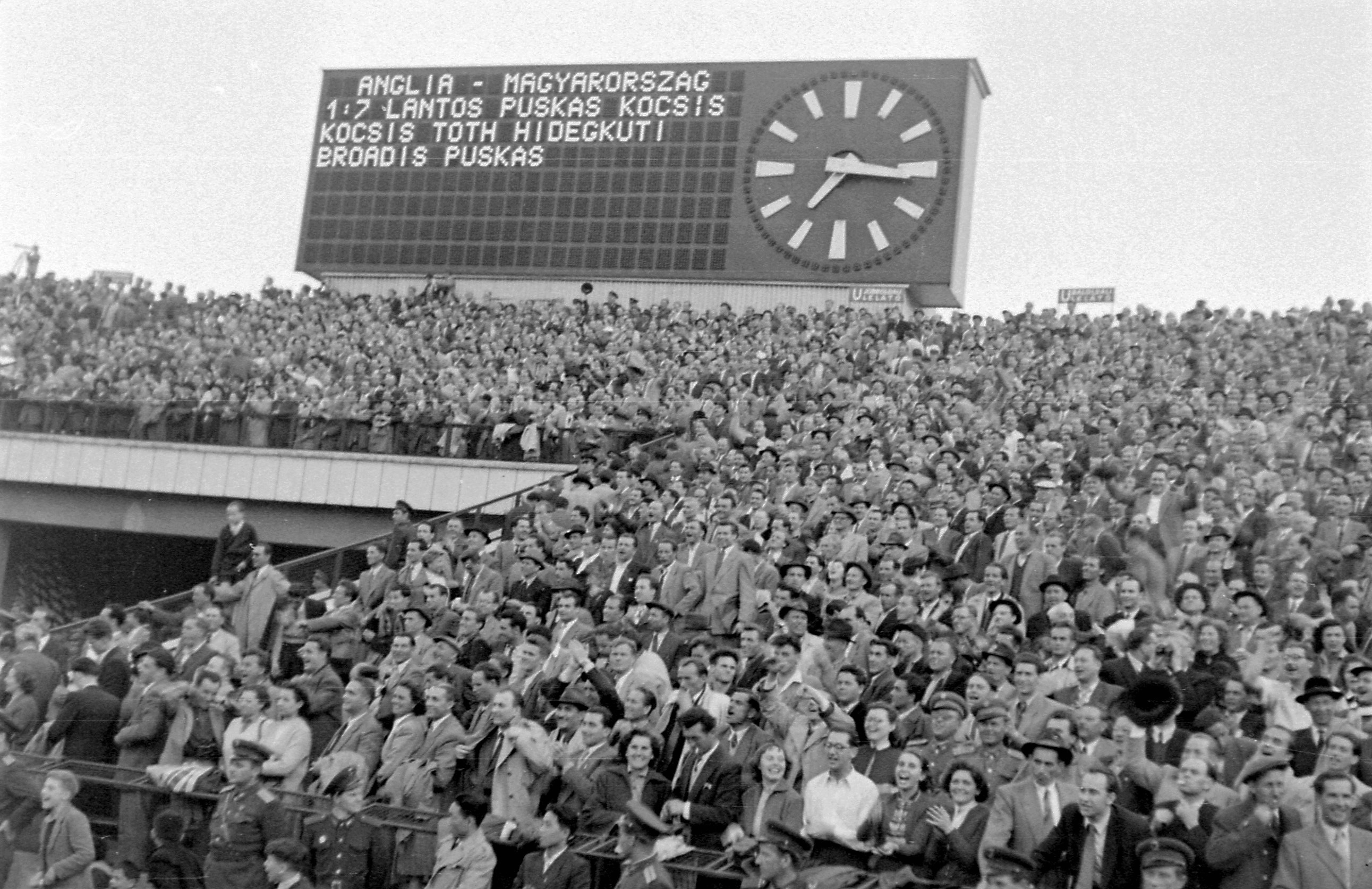
Jubelnde Zuschauer mit Anzeigetafel

Das Fußballländerspiel Ungarn – England 1954 fand am 23. Mai 1954 als Freundschaftsspiel zwischen den Nationalmannschaften beider Länder in Budapest statt. Das Spiel endete 7:1 für Ungarn und gilt bis heute als Englands schwerste Niederlage.

## Vorgeschichte
Die Nationalmannschaft Ungarns, damals Goldene Elf genannt, war zu dieser Zeit eine der erfolgreichsten der Welt. Seit 1950 ungeschlagen, gewann sie 1952 die Goldmedaille bei den Olympischen Sommerspielen in Helsinki.
Beide Länder trafen sich am 23. November 1953 zu einem Freundschaftsspiel in London. Das Spiel endete 6:3 für Ungarn und war die erste Heimniederlage Englands in Wembley und gegen eine Nationalmannschaft aus Kontinentaleuropa. Schwer gekränkt bat man Ungarn um ein Rückspiel, das ein halbes Jahr später in Budapest stattfinden sollte.

## Das Spiel
Das erste Tor der Ungarn fiel bereits nach acht Minuten durch Lantos nach einer Vorlage von Hidegkuti. Nach gut einer halben Stunde stand es nach Toren von Puskás und Kocsis bereits 3:0. Nach der Halbzeitpause schossen zunächst wieder Kocsis, dann Hidegkuti und Tóth innerhalb von sechs Minuten erneut drei Tore für Ungarn, ehe Broadis für England traf. Mannschaftskapitän Puskás traf in der 73. Minute zum 7:1.

### Spieldaten
| Ungarn                                             | Ungarn | England | England |
| -------------------------------------------------- | --- | --- | ------- |
| Ungarn                                             | \| 23. Mai 1954 um 17:30 Uhr in Budapest (Népstadion) \| \| Ergebnis: 7:1 (3:0) \| \| Zuschauer: 92.000 \| \| Schiedsrichter: Giorgio Bernardi ( Italien) \| \| Spielbericht \|                                           | \| 23. Mai 1954 um 17:30 Uhr in Budapest (Népstadion) \| \| Ergebnis: 7:1 (3:0) \| \| Zuschauer: 92.000 \| \| Schiedsrichter: Giorgio Bernardi ( Italien) \| \| Spielbericht \|                 | England |
| Ungarn                                             | Gyula Grosics (77. Sándor Gellér) – Jenő Buzánszky, Mihály Lantos, József Bozsik, Gyula Lóránt – József Zakariás, József Tóth – Sándor Kocsis, Nándor Hidegkuti, Ferenc Puskás – Zoltán Czibor Cheftrainer: Gusztáv Sebes | Gil Merrick – Ron Staniforth, Roger Byrne, Billy Wright , Syd Owen – Jimmy Dickinson, Peter Harris – Jackie Sewell, Bedford Jezzard – Ivor Broadis, Tom Finney Cheftrainer: Walter Winterbottom | England |
| Ungarn                                             | 1:0 Lantos (8.) 2:0 Puskás (21.) 3:0 Kocsis (31.) 4:0 Kocsis (56.) 5:0 Hidegkuti (60.) 6:0 Tóth (62.) 7:1 Puskás (73.) | 6:1 Broadis (68.) | England |
| 23. Mai 1954 um 17:30 Uhr in Budapest (Népstadion) | | |         |
| Ergebnis: 7:1 (3:0)                                | | |         |
| Zuschauer: 92.000                                  | | |         |
| Schiedsrichter: Giorgio Bernardi ( Italien)        | | |         |
| Spielbericht                                       | | |         |